# Europa in de Tweede Wereldoorlog

Animatie van het Europese strijdtoneel gedurende de Tweede Wereldoorlog.

Dit artikel geeft het militaire verloop weer van de Tweede Wereldoorlog in Europa, inclusief de   bondgenootschappen, plus de  nazipolitiek in het door Duitsland bezette, dan wel gevassaliseerde Europa.

## Begin Tweede Wereldoorlog met Duitse inval in Polen

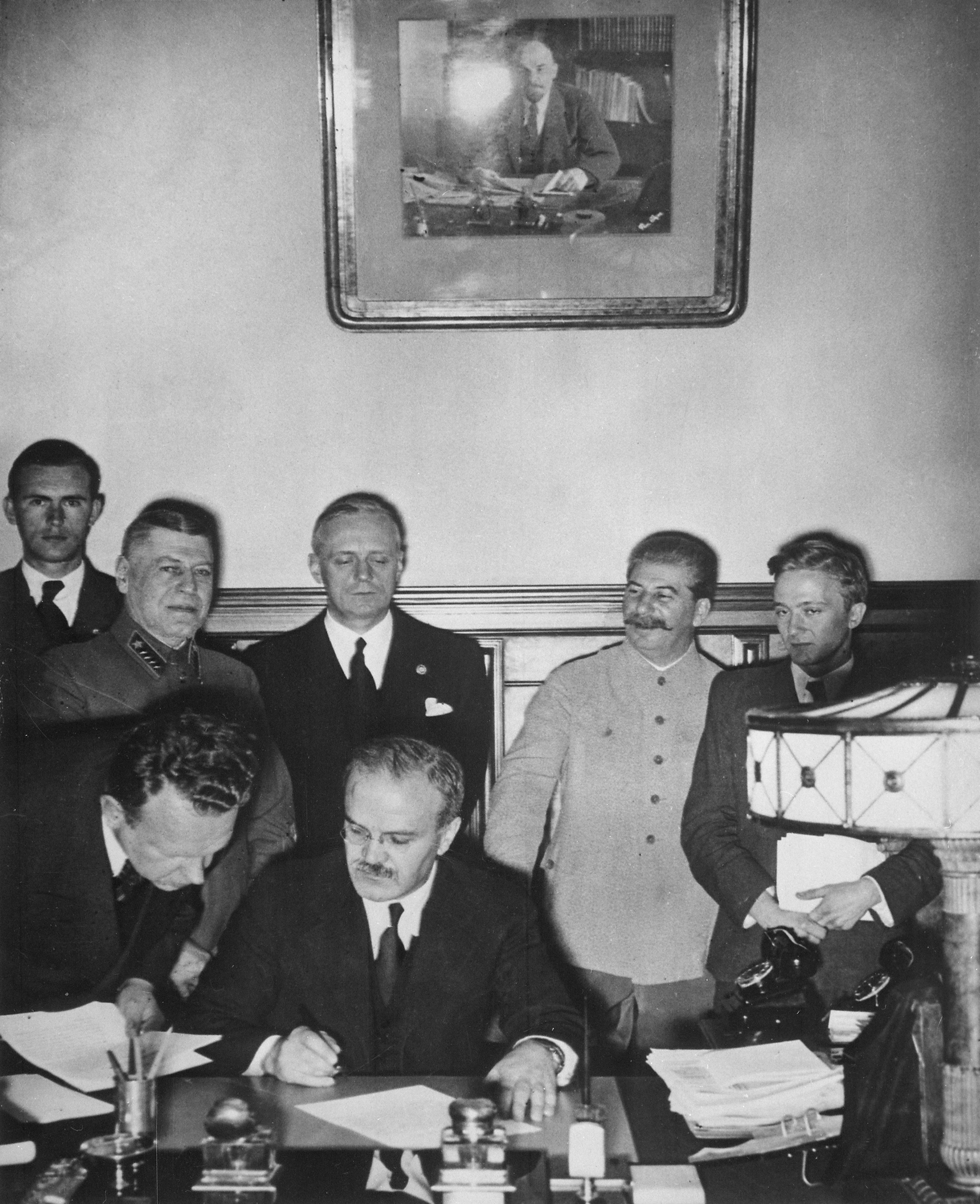
23.08.1939: Ondertekening van het Molotov-Ribbentroppact. Duits Minister van Buitenlandse Zaken Joachim von Ribbentrop staat achter Molotov die tekent. Jozef Stalin glimlacht op de achtergrond rechts van hem.

Duitsland was in 1939 klaar voor een Europese oorlog; het had Oostenrijk en Tsjechië ingelijfd in het Duitse Rijk, Slowakije was een vazalstaat van Duitsland geworden, en ook Hongarije raakte steeds verder onder Duitse invloed. Bovendien hadden Berlijn en Moskou het Molotov-Ribbentroppact getekend, een niet-aanvalsverdrag tussen nazi-Duitsland en de Sovjet-Unie, waaraan enkele geheime documenten waren toegevoegd over de verdeling van Oost-Europa in een Duitse en een Russische invloedssfeer. Reeds eerder waren de drie Baltische republieken (Estland, Letland en Litouwen) via pacten en militaire bezetting door Moskou geannexeerd.
Op 1 september 1939 viel nazi-Duitsland zonder oorlogsverklaring vooraf Polen binnen. Het Poolse leger kon niet op tegen de gemechaniseerde Duitse oorlogsmachine, en na een week stonden de Duitse tanks al voor Warschau, de Poolse hoofdstad. Deze stad tartte echter de Duitse Wehrmacht en hield het dagenlang uit, ondanks beschietingen van de Luftwaffe en zware artillerie. Geen mens houdt het echter lang uit zonder eten en vers water, en de Poolse hoofdstad moest voor de Duitse overmacht zwichten en werd bezet. Op 17 september rukten ook Russische troepen vanuit het oosten Polen binnen om hun deel van de buit op te eisen, en reeds de volgende dag stonden ze aan de rivier Boeg bij het fort Brest-Litovsk. Daar sloten Duitse en Russische soldaten vriendschap met elkaar, en het werd duidelijk dat er meer school achter het Molotow-Ribbentroppact, dan een simpel niet-aanvalsverdrag. Polen werd verdeeld tussen Duitsland en de Sovjet-Unie. Het oostelijk deel ging naar Moskou en werd onder de Wit-Russische SSR en de Oekraïense SSR verdeeld. Het westen ging naar Berlijn, en werd gedeeltelijk geannexeerd en gedeeltelijk omgevormd tot het Generaal-gouvernement.
Op 3 september 1939 echter, na een ultimatum van twee dagen, verklaarden Engeland (om 12.00 uur) en Frankrijk (om 15.00 uur) Duitsland de oorlog. De Poolse Veldtocht was uitgegroeid tot de Tweede Wereldoorlog.

## Oorlog in Scandinavië
Onder het Molotow-Ribbentroppact was Finland in de invloedssfeer van de Sovjet-Unie geplaatst. Het land had zich na de Russische Revolutie in 1917 van Rusland onafhankelijk verklaard, en was dat tijdens het interbellum gebleven. In november 1939 vielen, na enkele vruchteloze onderhandelingen aangaande het tracé van de Fins-Russische grens vlakbij Leningrad, Russische legers Finland binnen. Jozef Stalin wilde met deze Winteroorlog de wereld laten zien dat het Rode Leger ook een 'Blitzkrieg' kon organiseren. De Finnen weerden de Russische aanvallen echter met succes af, en vernietigden daarbij een hele Russische pantserdivisie in één keer. Toch moesten de Finnen, onder de aanhoudende Russische militaire druk, ten slotte om een wapenstilstand vragen. Met het resulterende vredesverdrag van Moskou moest Finland het grootste deel van Fins Karelië afstaan. Bovendien werden Hanko en Petsjenga overgedragen aan Rusland, respectievelijk als pacht en als mandaatgebied. Voor Finland was dit een bittere pil, die het land in de armen van de Duitsers dreef.
Ondertussen hadden Engeland en Frankrijk besloten om tot een offensieve strategie over te gaan op de Duitse zwakke plek: Noorwegen. Via de Noorse haven Narvik werd het Zweedse ijzererts uit de omgeving van Kiruna door Noorse wateren naar Duitsland vervoerd, en zonder dat erts kon Duitsland de oorlog niet voortzetten. Ondanks protest van Oslo legden Engelse schepen zeemijnen rond Narvik, waarna Hitler besloot tot een invasie van Noorwegen en Denemarken.
Zo zou niet alleen de Oostzee voor de geallieerden gesloten worden, maar zouden de Duitsers ook een perfecte uitvalspositie hebben voor aanval op Engeland vanuit het noorden. Denemarken gaf zijn verzet al na enkele uren op, waarna zeven Duitse legerdivisies in Noorwegen landden. Daar maakten de nazi's van Vidkun Quisling de Noorse mobilisatie echter onmogelijk, waardoor de Duitsers het zuiden van het land snel konden bezetten. Engelse en Franse soldaten landden in Narvik en namen de stad in, maar na 24 uur werd de bezetting teruggetrokken: de Duitse aanval op West-Europa was begonnen. Noorwegen capituleerde, en de Noorse koning vluchtte naar Londen samen met de marine en het overige Noorse leger.

## Fall Gelb, Duitse bezetting van continentaal West-Europa
Op 10 mei 1940 barstte het Duitse offensief in West-Europa los na maanden schemeroorlog of phoney war.
De legers van de Führer schonden, zonder oorlogsverklaring vooraf, de neutrale status van Nederland, België en Luxemburg. Nederland hield het, ondanks zwakke bewapening en Duitse parachutistenlandingen in het westen van het land, vier dagen vol (in Zeeland vochten Franse en Nederlandse soldaten de volgende dag nog door) en capituleerde toen na een terreurbombardement van de Luftwaffe op Rotterdam. België hield het langer uit, dankzij de steun van het Frans-Engelse expeditieleger. Op de eerste dag werd het moderne, onneembaar geachte fort Eben-Emuel door Duitse parachutisten en aanvalstroepen ingenomen. Daarna konden de Duitse tanks zonder veel moeite over de Maas en het Albertkanaal komen, en de Belgen trokken vier dagen eerder dan verwacht terug op de Dijle-linie, rond Brussel en Antwerpen. Hier werd het front echter zo zwaar versterkt door geallieerde troepen dat de Duitsers geen verdere vorderingen maakten.
De echte Duitse aanval kwam echter niet in België of Nederland, maar rond  het Franse Sedan, aan de Maas. Hier verwachtten de Fransen de minste tegenstand: volgens onder anderen maarschalk Pétain waren de wouden van de Ardennen niet geschikt voor tanks of zwaar oorlogsmateriaal.
Toch begonnen al op 10 mei 1940 Duitse stoottroepen wegen aan te leggen in de Ardennen, en daarbij stuitten ze op slechts minimale weerstand van de geallieerden. Op 16 mei 1940 trokken ineens honderden Duitse tanks richting Sedan Frankrijk binnen, en versloegen het zwakke Franse 7de leger aan de Maasoever. Sedan werd door de Duitsers ingenomen, en van daaruit trokken de Duitse pantsers snel op door Noord-Frankrijk, richting de Kanaalkust. Deze werd reeds enkele dagen later bereikt door de Duitse tanks, nabij Abbeville. Zo was het hele leger in België opgesloten, en de Duitsers begonnen op te trekken richting de kusthavens: Boulogne en Calais werden veroverd, maar Duinkerken bleef in Engelse handen. Van hieruit begon operatie Dynamo, waarbij 350.000 geallieerde soldaten werden opgehaald door Engelse en Franse schepen, en over werden gebracht naar Dover in Engeland.
Hierna trokken de Duitsers verder naar het zuiden en passeerden de rivieren Somme en Aisne. Parijs werd door de Franse regering tot open stad verklaard, en de hoofdstad van het Franse rijk werd door de Duitsers zonder tegenstand ingenomen. Rommel trok ondertussen op door Normandië en veroverde de vesting Cherbourg, terwijl Guderian aan de Zwitserse grens verscheen en zo de Maginotlinie omsingelde. Deze werd weldra doorbroken, waarbij nog een deel van het Franse leger verloren ging. Er vond een premiers-wisseling plaats: maarschalk Pétain werd de nieuwe premier van Frankrijk en vroeg de Duitsers meteen om een wapenstilstand. Zo werd Vichy-Frankrijk geboren en stond Engeland alleen tegenover Duitsland en Italië. Italië had namelijk een dag voor de Franse overgave nog een aanval gedaan op Zuid-Frankrijk, en wist bij de vrede enkele kleine gebieden te verkrijgen zoals de stad Menton.

## Battle of Britain (Slag om Engeland)

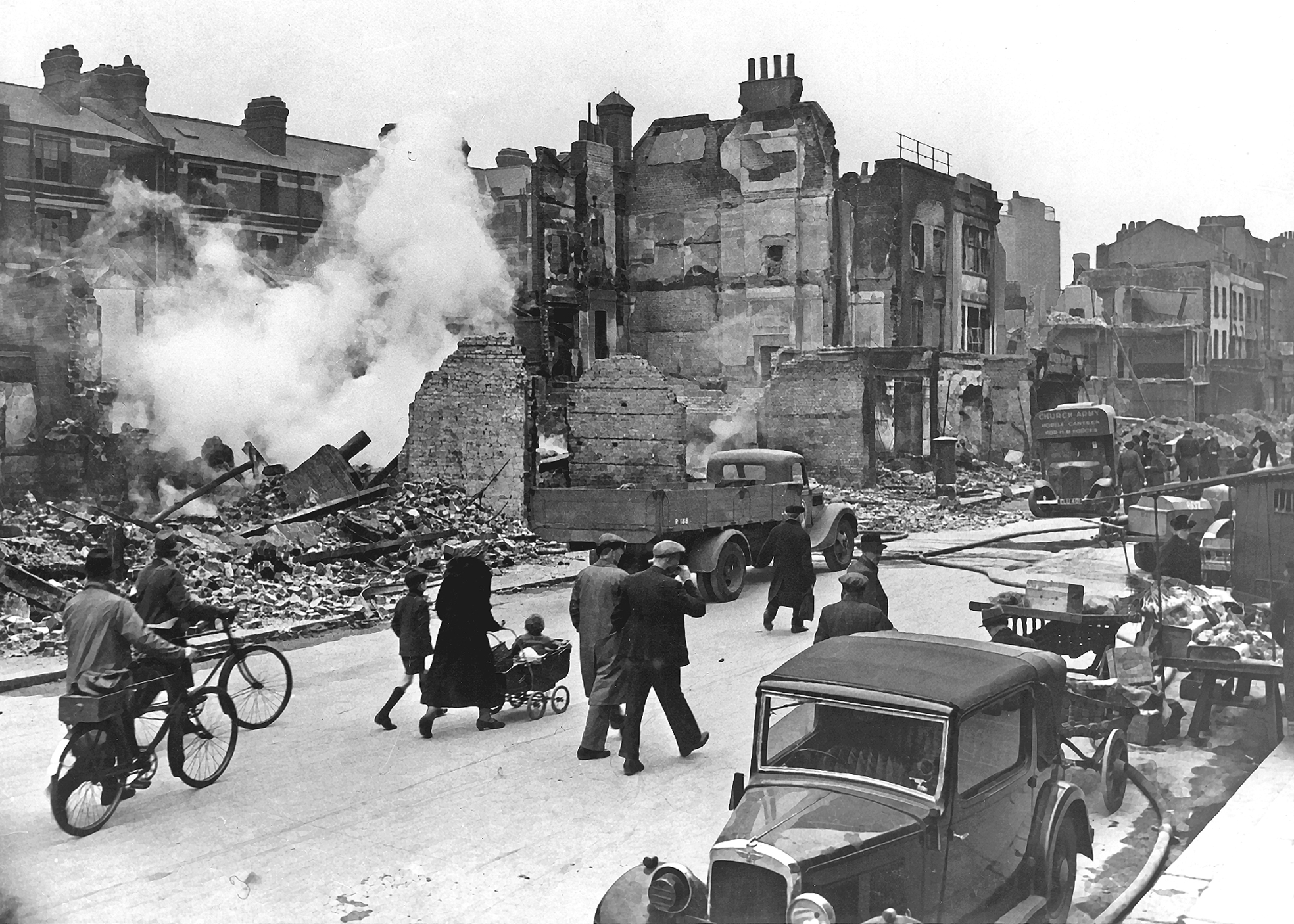
Een beschadigde Londense straat.

Engeland stond er nu alleen voor: het Engelse leger was van het continent verdreven en had al het zware materiaal achtergelaten in Frankrijk. Zo lag het eiland haast weerloos open voor de Duitse invasie die iedereen nu snel verwachtte. Inderdaad viel al snel het eerste deel – hoe klein ook – van Engeland in handen van de Duitse bezetters: de Kanaaleilanden. Deze waren echter door de Britten ontruimd, waardoor de Duitsers geen tegenstand ontmoetten. Toen begonnen de Duitsers met hun Luftwaffe de Britse konvooien in het Kanaal onder vuur te nemen, en wisten ze daar te verdrijven. Churchill sprak over "we zullen ons verdedigen in de straten, in de huizen en aan de kusten", maar daarvoor had Engeland een leger nodig, en nog belangrijker: wapens.
Nu begon de Luftwaffe Engeland te bombarderen en steden als Londen en Coventry werden zwaar getroffen, de Blitzkrieg was begonnen. Nacht na nacht bombardeerde de Luftwaffe steden, fabrieken en vliegvelden, in de hoop zo het moreel van het Engelse volk te breken, maar zonder effect. De Britten hadden weldra weer 1.200.000 man onder de wapenen, maar deze waren belabberd uitgerust: alleen de Britse vloot was sterker dan de Duits/Italiaanse marine.De Royal Air Force (RAF) streed met de sterkte 1:3 tegen de Luftwaffe, maar wist veel meer Duitse vliegtuigen neer te halen. De Slag om Engeland tussen de Britse en de Duitse luchtmacht werd verloren door de Luftwaffe, en de RAF begon het initiatief over te nemen door doelen in Frankrijk te bombarderen. Toch was Engeland nog in gevaar: de Italianen stonden aan de poort in Egypte, de Duitsers stonden met een sterk leger aan de Franse kust, en Amerika bleef neutraal.

## De Balkan onder de Asmogendheden
Slowakije was al sinds de val van Tsjecho-Slowakije een vazalstaat van Duitsland geworden, maar ook Hongarije was in de Duitse invloedssfeer gekomen: het land had veel profijt getrokken van deze vriendschap door onder andere de annexatie van Karpato-Oekraïne en delen van Slowakije. Door het Molotow-Ribbentroppact kwam er grote druk op Roemenië te staan: het land moest zijn oostelijke provincies Bessarabië en Noord-Boekowina afstaan aan de Sovjet-Unie. Hierna kregen ook Hongarije (Noord-Transsylvanië) en Bulgarije (de zuidelijke Dobroesja) delen van Roemenië. Dit land zocht steun bij Duitsland, dat weldra een leger van zestien divisies aan de Roemeense grens met de Sovjet-Unie had gelegerd. In Boedapest kwamen fascisten aan de macht die toetraden tot de asmogendheden, spoedig gevolgd door de pro-Duitse koning Boris van Bulgarije. Joegoslavië kwam onder druk te staan en trad ook toe tot de asmogendheden, maar drie dagen later trad het weer uit door een pro-Geallieerde staatsgreep in Belgrado. Hitler was razend, ook op Mussolini die de vrede op de Balkan verstoord had met een invasie van Griekenland. Deze invasie liep echter uit op een ramp: na een aanvankelijke opmars werden de Italianen bij het dorpje Metsovon door de Grieken verslagen. Deze wisten daarop zelfs een deel van Albanië in te nemen op de Italianen! Hitlers legers, samen met Italianen, Bulgaren en Hongaren, trokken de grenzen over van Joegoslavië en Griekenland. Ondanks steun van 55.000 Britse soldaten werden de beide landen snel ingenomen. Italië, Bulgarije en Hongarije kregen gebieden toegewezen, Kroatïe werd een fascistische staat en trad toe tot de As en Duitsland bezette onder andere Servië en Kreta.

## Operatie Barbarossa: Duitse inval in de Sovjet-Unie
Na het herstellen van de orde op de Balkan richtte de Duitse oorlogsmachine zich naar het oosten. Hier lag de uitgestrekte ruimte van de Sovjet-Unie, de 'Lebensraum' van de NSDAP. Hitler had sinds de val van Frankrijk plannen gemaakt voor de invasie van het grootste land ter wereld, maar wilde aanvankelijk eerst Engeland uitschakelen. Toen dit niet lukte wilde Hitler via een snelle bezetting van de Sovjet-Unie – of althans het Europese, Russische deel – de laatste 'hoop' van Engeland de grond inboren. Voor deze operatie Barbarossa werden meer dan 3 miljoen manschappen van de asmogendheden samengetrokken aan de Russische westgrens. Stalin negeerde waarschuwingen van onder andere Britse geheime agenten in Duitsland, en de Duitse aanval kwam voor de Russen als een grote verrassing. De Duitsers trokken reeds op de eerste dag 60 mijl op, waarbij alleen het oude fort Brest-Litovsk aan de rivier Boeg standhield tegen de Wehrmacht en haar bondgenoten.
Het offensief verliep aanvankelijk voorspoedig voor de As: grote delen van West-Rusland werden bezet, waaronder Wit-Rusland en Oekraïne. Grote omsingelingen dreven het Rode Leger steeds verder terug. Bij Smolensk echter gebruikten de Russen voor het eerst hun geheime wapen: de T-34 tank, die beter was dan elke Duitse tank, en bovendien de eerste raketwerper ter wereld, de Katjoesja. Ondanks de Russische weerstand, bleven de Duitsers oprukken en stonden ze bij het invallen van de winter voor de poorten van Moskou. In het noorden omsingelden ze met Finse hulp Leningrad, en in het zuiden veroverden ze de stad Rostov aan de Don, de poort naar de Kaukasus. Toen viel echter de Russische winter in met rond Moskou temperaturen van -30 graden. De Wehrmacht had geen winterkledij in voorraad, en bevelhebbers aan het front die Berlijn hierom vroegen kregen als antwoord: "Wanneer de winter invalt zitten de soldaten in Moskou". Maar de Wehrmacht zat allesbehalve in Moskou: de Duitse opmars van Heeresgruppe Mitte was voor de stad gestuit op een muur van Russische tegenstand. Een Duitse divisie wist de buitenwijken van de stad te bereiken maar werd teruggeslagen.
Zjoekov, de Russische verdediger van Moskou, begon nu met twee Siberische legers een tegenoffensief, dat de Wehrmacht op sommige plekken ruim honderd kilometer terugdreef. In het zuiden heroverden de Russen Rostov en landden op de Krim, terwijl in het noorden de stad Tachalin op de spoorlijn Leningrad-Moskou werd heroverd.

## Duitse nederlaag bij Slag om Stalingrad: keerpunt Tweede Wereldoorlog
In het voorjaar van 1942 werd duidelijk dat de asmogendheden zware klappen hadden gekregen in Rusland, maar dat ze nog kracht hadden om een offensief uit te voeren met een van de drie Legergroepen. Hitler koos – tegen het advies van zijn generale staf (OKH) in – Heeresgruppe Süd met de orders de havensteden aan de Wolga en de Kaukasus met haar olie in te nemen. Weer rolde de Blitzkrieg over Rusland. De Russen werden teruggedreven tot ver in het zuiden en stonden met hun rug tegen de Wolga en de bergketens van Armenië. Toen begon de slag om Stalingrad, de grote krachtmeting tussen Stalin en Hitler. Meer en meer soldaten werden door beide zijden naar Stalingrad gestuurd, en daarvan maakten de Russen gebruik voor een omsingelingsaanval op de stad.
Het 6de Duitse leger onder Paulus werd in de stad krijgsgevangen genomen en vier legers - twee Roemeense, een Hongaars en een Italiaans, werden bijna compleet vernietigd tijdens de Russische aanval. Hitler verbood Paulus uit te breken. Toen een poging van het 6de pantserleger Stalingrad te bereiken mislukte, capituleerde Paulus met ongeveer 130.000 As-manschappen. Dit was de zwaarste Duitse nederlagen in de Tweede Wereldoorlog tot nog toe, en een keerpunt. De Russen drukten de Duitsers nu terug naar de Don, en tot de lijn die dezen voorafgaand aan het Fall Blau hadden. De Russen zetten door, en na de slag om Koersk, waar de grootste tankmacht ooit streed, veroverden de Russen een groot deel van oostelijk Oekraïne terug op de asmogendheden.
Ondertussen waren ook in het westen veranderingen op til: het waren niet langer Duitse jagers en bommenwerpers die over Londen scheerden, maar Amerikaanse en Engelse toestellen die boven Berlijn vlogen. Na de verloren Slag om Engeland, had de Luftwaffe nog aanvallen gedaan op Engeland, maar sinds de wederzijdse oorlogsverklaring tussen de VS en Duitsland was de balans definitief verschoven in het voordeel van de geallieerden, mede dankzij de oorlogsproductie van de Amerikaanse defensie-industrie.

## 1943, de As begint de oorlog te verliezen
Begin 1943 deden de Duitsers in Rusland nog een krampachtige poging het offensief weer op te pakken en de stad Charkow wisselde enkele keren van bezetter. Toch was de Wehrmacht te zwak om het Rode Leger een grote slag toe te brengen en weldra ging de Russische opmars verder richting het westen. Grote delen van Oekraïne werden veroverd, en in Wit-Rusland deden de Russen rond Smolensk een offensief als 'afleiding' van de Wehrmacht. De Dnjepr werd op vele plekken doorbroken, en Kiev werd door de Russen veroverd op de Duitsers.
Ondertussen waren de Duitsers en Italianen in Noord-Afrika verslagen, en de geallieerden landden nu op Italiaanse grond: Sicilië. Het eiland werd veroverd, en Mussolini werd in Rome afgezet als leider van Italië. Italië ging een wapenstilstand met de geallieerden aan en trad zo uit de Tweede Wereldoorlog. De Duitsers grepen echter snel in en bezetten een groot deel van Italië – alleen het zuiden kwam in handen van de geallieerden – en de Italiaanse gebieden op de Balkan, zoals Albanië. Mussolini werd door Duitse parachutisten bevrijd en kwam aan het hoofd te staan van een Duitse vazalstaat in Noord-Italië: de republiek van Salò. De geallieerden liepen ondertussen vergeefs storm tegen de Gustav-linie die de Duitsers ten zuiden van Rome hadden opgebouwd, en een landing bij Anzio door Amerikaanse strijdkrachten mislukte. Zo zat de strijd in Italië muurvast, ook al wisten de geallieerden nog wel de eilanden Sardinië en Corsica te veroveren op de Duitsers.
De Duitsers begonnen in Frankrijk de Atlantische kust te versterken tegen een mogelijke aanval vanuit Engeland. Aangezien de Amerikaanse troepen in Engeland steeds verder versterkt werden en de geallieerde vloot die van de Duitsers in grootte de baas was, moest de kust versterkt worden. Dit werd het grote bouwproject van de Atlantikwall, uitgevoerd door de Organisation Todt.

## D-day: geallieerde landing in Normandië

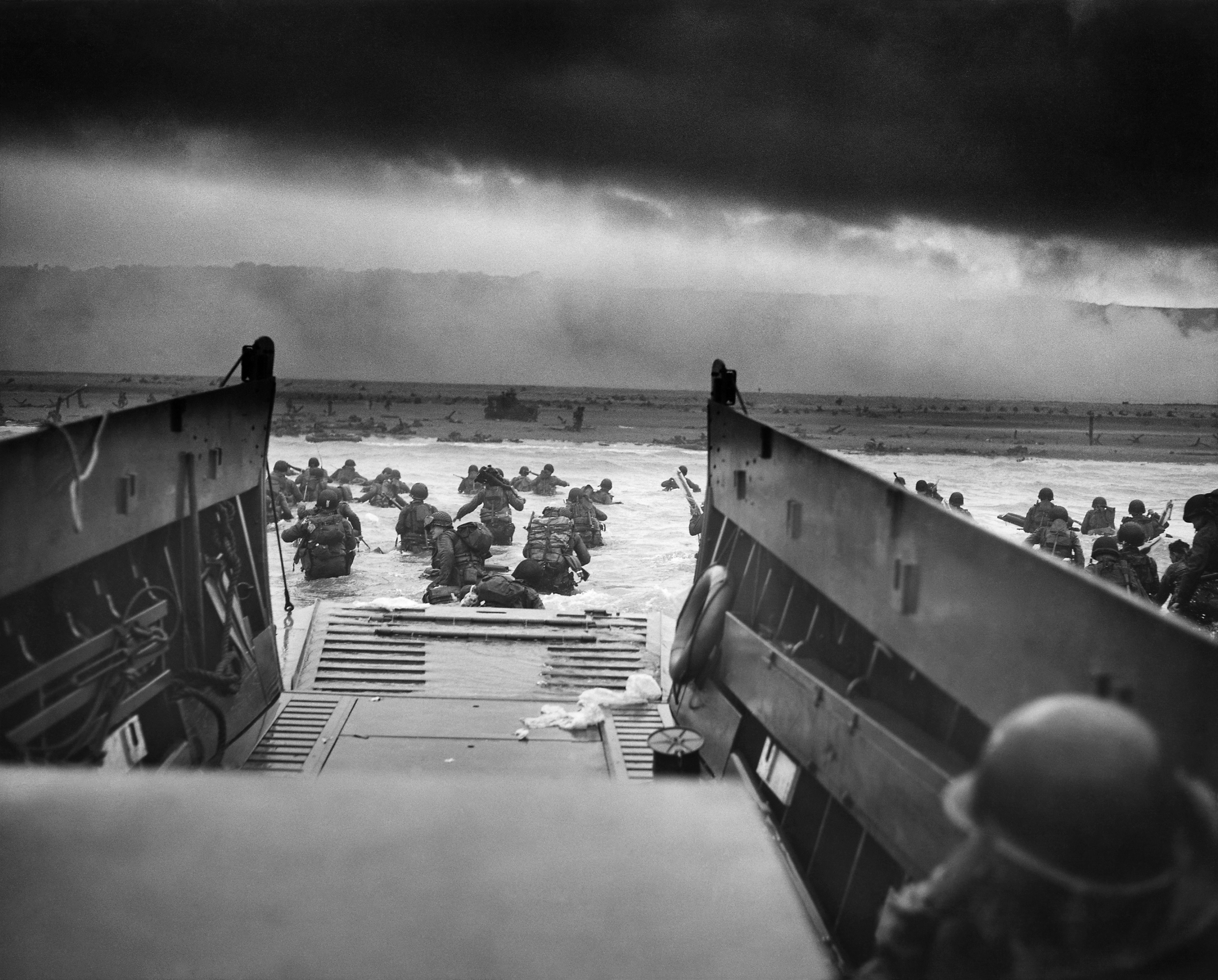
De landing in Normandië.

In 1944 braken de geallieerden overal door de Duitse linies heen: In Italië veroverden de geallieerden, een dag voor D-day, Rome op de Duitsers, en rukten op naar het noorden. Daar werden ze echter nog even tegengehouden op de Duitse Gotenlinie, maar daarna rukten de geallieerden verder op en de republiek van Sàlo stortte in elkaar met de dood van Mussolini. In het oosten heroverden de Russen hun eigen land tot aan de grenzen van 1940, en trokken vervolgens Roemenië en Polen binnen. De intocht in Roemenië bracht een algemene ommekeer op de Balkan teweeg: Roemenië koos de zijde van de geallieerden, en Bulgarije verklaarde zich neutraal in de oorlog. Onder Russische druk koos het echter ook de zijde van de geallieerden en ontwapende de Duitse troepen die nog in het land aanwezig waren. Hongarije werd door de Duitsers 'onbetrouwbaar' geacht en bezet, en in Slowakije kreeg de fascistische regering een zware klap na een opstand van de Slowaakse bevolking. Warschau kwam in opstand, en de Russen veroverden de stad, maar pas nadat de Duitsers de Poolse opstandelingen hadden verslagen.
In Frankrijk landde ondertussen een enorm leger van westerse geallieerden in Normandië. D-day ging de geschiedenis in als de grootste amfibische operatie aller tijden, en de Duitsers moesten al hun beschikbare divisies in het westen naar Normandië dirigeren. Mede door de Atlantikwall en slecht weer wisten de Duitsers de geallieerden enige weken op te houden, maar ze konden niet verhinderen dat de Amerikanen het hele schiereiland Cotentin, inclusief de stad Cherbourg innamen. Uiteindelijk brak het Amerikaanse 3de leger onder generaal Patton door de Duitse linie heen en veroverde heel Bretagne, op enkele versterkte havens na. Nu begon een razendsnelle opmars van de geallieerden door Noord-Frankrijk, die nog eens gesteund werd door een landing in het zuiden. De Duitsers verloren in onder andere de slag om Falaise meer dan 500.000 manschappen, en moesten het grootste deel van hun zwaar materiaal achterlaten in Frankrijk. Zo werd een heel Duits leger in het westen in de pan gehakt en rukten de geallieerden België en Nederland binnen, waar verdere successen werden behaald.

## Slag om Arnhem en de Russische opmars in het oosten
Nu begon de Slag om Arnhem, met als geallieerd einddoel om de Rijn in Nederland over te steken, en vervolgens het economisch belangrijke Ruhrgebied in te nemen. Hiermee zou de Duitse oorlogsindustrie een zware klap krijgen en zou de Westwall omsingeld kunnen worden, en daarmee het hele Duitse westelijke leger. Als codenaam kreeg dit offensief de naam "Operatie Market Garden". De  geallieerde parachutisten die deelnamen aan de grootste aanval van parachutisten ooit (deze was veel sterker dan de Duitse in 1940), deden dat uit vrije wil. Eindhoven en Maastricht werden snel ingenomen, en ook de bruggen over de Maas vielen in handen van de geallieerde tanks die uit het zuiden optrokken. De Britse en Poolse soldaten die in Arnhem landden wisten de brug te veroveren, maar kregen meteen te maken met een zware tegenaanval van SS-eenheden met pantsertroepen. Nu begon de strijd op leven en dood om de brug van Arnhem: zouden de geallieerden haar krijgen, dan was de oorlog verloren voor Duitsland. Behielden de Duitsers de brug, dan zou Duitsland het langer kunnen uithouden, op de natuurlijke verdedigingslinie die de Rijn vormde.
Door een gebrekkig optrekken van de geallieerden in het zuiden, en door felle Duitse tegenaanvallen en verkeerd gedropte voorraden, slaagden de Britten en de Polen er niet in de brug te behouden. Ze moesten zich zuidwaarts terugtrekken. De brug bij Arnhem bleef zodoende in handen van de Duitsers die haar vervolgens opbliezen. Ondertussen wisten de Amerikanen wel sterke vestingen als Metz, Walcheren en Aken in te nemen, waardoor de strijd op sommige plekken reeds op Duits grondgebied werd gevoerd. Eenmaal in Duitsland stuitten de geallieerden op een sterke Duitse verdediging: de Westwall. Ondanks plaatselijke geallieerde successen, zoals Saarlautern, Strasbourg en Aken, bleef de linie grotendeels intact, en verdedigden meer dan dertig Duitse divisies de westelijke Duitse grenzen.
In het oosten rukten de Russen ondertussen gestaag op en omsingelden de Hongaarse hoofdstad Boedapest. Ze lanceerden ook hun eerste twee offensieven in Duitsland zelf, in Oost-Pruisen. Daar zorgde fanatieke Duitse tegenstand ervoor dat het Rode Leger het offensief afblies. Rond Boedapest werden hevige gevechten geleverd, en drie weken lang weerstond de stad de Russen. Zonder voorraden, en met verschillende ontzettingspogingen die werden verijdeld door het Rode Leger, capituleerde de stad voor de Russische overmacht. Ondertussen waren de Russen er met de hulp van de partizanen van Tito in Joegoslavië erin geslaagd Belgrado in te nemen en daarna het grootste deel van Kroatië. Kroatië bleef officieel nog een soevereine staat, maar het grootste deel van zijn grondgebied in 1941 was door de geallieerden bezet of stond onder Duitse militaire controle. Hiermee was de laatste bondgenoot van Duitsland uitgeschakeld in Europa.

## Duits Ardennenoffensief en de geallieerde doorbraak van de Westwall
Hitler, nu steeds wanhopiger, gelaste in het westen met 26 divisies een nieuw offensief. Zijn standpunt was een breuk te bewerken in de coalitie van de geallieerden door een snelle opmars naar Antwerpen. Hiermee moesten vier geallieerde legers in het noorden worden omsingeld en vernietigd, waarna de westerse mogendheden wel een nadelige vrede moesten sluiten met Berlijn. Daarna zouden de Duitsers hun krachten weer geheel op het oosten kunnen richten. Het Ardennenoffensief leek in het begin inderdaad een succes: er werden plaatselijk grote vorderingen gemaakt, en bij Namen naderde de Duitsers de Maas. Amerikaanse eenheden werden in Bastenaken omsingeld en zwaar belegerd door de Duitse troepen.
Toch bereikte het offensief niet de gestelde doelen: Antwerpen werd niet veroverd, de Maas niet overgestoken en een aanval in de Nederlandse Betuwe mislukte volkomen. Ondertussen werd de druk van Patton en diens 3de leger op de zuidflank van de Duitse 'zak' voelbaar, en Bastenaken werd door Patton ontzet. De Duitse generale staf besloot een algehele terugtrekking naar de Westwall, en leed daarbij overigens nog zware verliezen door de geallieerden luchtmachten. Nu begonnen de geallieerden een offensief tegen de Westwall, waarvan de gevechtswaarde door de zware Duitse verliezen in het Ardennenoffensief (84.000 man) gering was geworden. De geallieerden braken inderdaad snel door naar de Rijn en ondanks zware gevechten in onder andere het Hurtingerwald konden de Amerikanen bij Remagen de Rijn oversteken. Zo was de laatste natuurlijke en defensieve barrière van Duitsland in het westen gebroken, en de geallieerden begonnen in een hoog tempo terrein te winnen.

## Laatste maanden van het Derde Rijk
Vanuit het westen rukten, voorbij de Rijn, de geallieerden oostwaarts op richting Hamburg, München en de Tsjechische grens, terwijl vanuit het oosten de Russen de Oder en de Neisse overstaken, en vervolgens Berlijn omsingelden. Hitler riep het Duitse volk op verder te strijden, hoewel de militaire en economische situatie van Duitsland hopeloos was en op instorten stond.
De laatste Duitse legers werden vernietigd en de Duitse Noordzeekust werd door Montgomery bezet, daarmee Denemarken voor de Russen afsluitend. Patton trok Tsjecho-Slowakije binnen, terwijl in het zuiden Oostenrijk voor een deel werd bevrijd en de geallieerden uit Italië en Frankrijk elkaar op de Brennerpas ontmoetten. Ondertussen ontmoetten de Russen en Amerikanen elkaar ook aan de rivier de Elbe bij Torgau.
Hiermee was Duitsland in twee stukken verdeeld. Hitler pleegde zelfmoord in Berlijn toen de Russen de Rijkskanselarij naderden, en grootadmiraal Dönitz nam de Duitse regering over. Hij vertrok naar Flensburg aan de Deense grens, en zette daar een Duitse regering op, met het idee vrede te sluiten met de westelijke geallieerden, en in het oosten nog door te vechten tegen de Sovjets. De geallieerden accepteerden echter alleen een onvoorwaardelijke Duitse overgave. Dönitz ging akkoord, waarmee de Tweede Wereldoorlog in Europa ten einde was. De geallieerde overwinning was een feit.

## Europese bondgenootschappen in de Tweede Wereldoorlog
Duitsland en Italië vormden bij het uitbreken van de oorlog samen de asmogendheden, met tegenover hen Engeland en Frankrijk als de geallieerden.

### Groei en ineenstorting van de asmogendheden in Europa
Na de snelle verovering van Polen door Duitsland, en de annexatie van Albanië door Italië, verschoof het machtsevenwicht in Europa steeds meer naar deze staten. De geallieerden toonden zich niet bereid tot een offensief tegen Duitsland, waardoor de mogelijkheid van een snelle overwinning vergooid werd.
Nadat Duitsland Noorwegen en Denemarken overrompeld had, begon het zijn beroemde offensief tegen Frankrijk: Fall Gelb, waarin ook de Benelux bezet werd door de Wehrmacht. Frankrijk vroeg een wapenstilstand aan, en het kleine Engelse leger was, onder achterlating van hun zware oorlogsmateriaal, van het Europese vasteland verdreven.
Nu pas werd duidelijk dat de sfeer in Europa algemeen pro-Duits aan het worden was: Vichy-Frankrijk zocht nauwere aansluiting tot Italië en Duitsland, na de Engelse aanvallen op de Franse vloot in Noord-Afrika, en op de Balkan begonnen Duitse afgezanten steeds actiever te worden.
Slowakije, dat al voor de Tweede Wereldoorlog een Duitse vazalstaat geworden was, trad als vierde lid, naast Japan, toe tot de asmogendheden, en verklaarde Engeland de oorlog. Spoedig hierna werd ook Hongarije lid van de asmogendheden, waarna het Noord-Transsylvanië verwierf van Roemenië.
Roemenië trad ook toe, uit angst voor een Russische overheersing, waarna het voor de Roemeense fascisten een koud kunstje was het land over te nemen. Bulgarije had de zuidelijke Dobroesja verkregen, en nadat Duitsland aan koning Boris verdere landuitbreiding ten koste van Thracië en Macedonië had beloofd, trad ook Bulgarije toe tot de As. Joegoslavië volgde, maar trok zich na een pro-Geallieerde staatsgreep weer terug uit de As.
Na de militaire bezetting door de Wehrmacht werd Kroatië fascistisch, en werden er semi-onafhankelijke regeringen opgezet in Belgrado en Montenegro, onder Italiaanse soevereiniteit. Na de campagne in Rusland, waaraan ook Finland en enkele Russische vazalstaten meededen, begon de As te verbrokkelen in onderlinge twisten,  mede uit angst voor een Duitse bezetting. Roemenië trad als eerste uit, en koos de geallieerde zijde, spoedig gevolgd door Finland en Bulgarije. Hongarije werd door de Duitsers, net als Vichy-Frankrijk een jaar eerder, bezet en in Slowakije kwam het volk in opstand tegen de fascistische heersers in Bratislava. De Russen veroverden uiteindelijk Slowakije en Hongarije, waarmee deze landen uit de As werden gestoten, en Tito bevrijdde met zijn Joegoslavische partizanen het grootste deel van Kroatië. Italië had al in 1943 de oorlog verloren, maar tot 1944 was er in het noorden van het land een vazalstaat van Duitsland aan de macht gebleven: de republiek van Salò.

### Regeringen in Londense ballingschap
De eerste regering in ballingschap was een regering die Tsjecho-Slowakije vertegenwoordigde. De tweede regering was die van Polen, de eerste regering waarin onderdelen van alle drie de krijgsmachten verzameld waren: luchtmacht, marine en landmacht. Na de Duitse invasie van Noorwegen en Denemarken werd in Londen een Noorse regering gevormd, die de beschikking had over nagenoeg de gehele Noorse vloot. Na de Duitse aanval op West-Europa weken de Nederlandse en de Belgische regering uit naar Engeland. Frankrijk raakte politiek verdeeld: generaal De Gaulle vormde in Londen een Franse regering in het geallieerde kamp, terwijl maarschalk Pétain in Vichy een pro-Duitse regering opzette. Hierna volgden nog een Griekse en een Joegoslavische regering in ballingschap.
Nadat de Amerikanen bij de oorlog betrokken raakten, kregen de verschillende regeringen in ballingschap meer speelruimte, doordat hun strijdkrachten met Amerikaanse wapens bevoorraad werden. Onder andere de aanvallen door de Polen in de slag om Monte Cassino, en de Noren in de aanval op Narvik, waren aanvallen die voornamelijk door troepen in ballingschap werden uitgevoerd. Na de oorlog keerden alle regeringen terug naar hun eigen land, op die van Polen na. Dat land werd overgenomen door de communisten, en de Poolse regering in Londen weigerde de communistische regering in Warschau te erkennen.

## Holocaust en de nazi-plannen voor na de oorlog
De NSDAP voerde al sinds de machtsovername in 1933 een extreme politiek tegenover Joden en buitenlandse minderheden. Veel Joden en Polen ontvluchtten Duitsland, terwijl in Duitsland zelf een fascistische dictatuur gevestigd werd. Reeds voordat de Tweede Wereldoorlog uitbrak bestonden er in Duitsland werkkampen voor Joden, en verdwenen felle antinazi's ineens van de straat. Ze zouden dan 'verhuisd zijn' of 'doodgegaan op natuurlijke wijze', in werkelijkheid was het de SS die de mensen in werkkampen gooide. Het veroverde West-Polen werd grotendeels geannexeerd door Duitsland, waarna daar een werkelijke terreur begon tegen de Poolse bevolking en de Joden.
Toen ook West-Europa, Noorwegen en Denemarken door Duitsland veroverd en bezet waren, begonnen de gevolgen van de nazi-ideologie onder de verschillende Europese volkeren zich af te tekenen. Polen en andere Slavische volksgroepen in het veroverde Oost-Europa, werden meedogenloos vervolgd of gewoon in massamoorden geëxecuteerd, terwijl in het westen onder de "Germaanse broeders" een mildere politiek werd gevoerd. Dit in de hoop dat de Nederlanders, Belgen, Fransen en Scandinaviërs de nazi's zouden helpen tegen de Joden, minderheden en de Russen. Ten dele is deze politiek geslaagd, met de moord op 6 miljoen Joden van overal uit Europa, anderzijds wekte deze politiek groot verzet in de veroverde landen.
In Polen, veroverd Rusland en andere Slavische gebieden verrezen na de bezetting al snel getto's (bijvoorbeeld in Warschau, Lodz, Lublin) waar Joden bijeen werden gedreven en werden uitgehongerd. De nazi's gingen echter nog verder: ze zetten vernietigingskampen op zoals Auschwitz, waar honderdduizenden Joden vergast werden. Dit was volledig tegen het oorlogsrecht in, en de grootste massamoord uit de geschiedenis.

### Plannen van de nazi's voor Europa na de Tweede Wereldoorlog
De fascisten in Europa streefden naar een Europa van "Germaanse volkeren", met een Duits Herrenvolk als centraal punt.
Er werd een begin gemaakt met deze Germanisering van Europa toen grote delen van Polen, bijvoorbeeld het Wartheland, werden ingelijfd bij het Derde Rijk. Etnische Duitsers uit het westen en uit Rusland werden daar in de Poolse huizen gezet, terwijl de Polen verdreven werden, doodgeschoten of te werk gesteld in werkkampen. Daarna volgde de Duitse annexatie van Luxemburg, Elzas-Lotharingen en de Belgische Oostkantons, waar alle Franse invloed uitgebannen werd. Ook kregen Duitse minderheden in Hongarije, Slowakije en Roemenië voorrechten op de plaatselijke Slavische of Romaanse bevolking. In Rusland werden enkele modelgemeenschappen opgezet, maar deze werden al snel weer ontruimd toen het Rode Sovjetleger steeds sneller naar het westen optrok.
De Duitse plannen voor Europa na de val van Engeland en de Sovjet-Unie wilden heel Europa fascistisch maken.
De Slavische bevolkingsgroepen zouden uitgemoord worden, of verdreven naar andere gebieden, waar ze als slaven zouden dienen voor de Duitse 'meesters'. Vanuit het Lebensborn project zouden de gestolen gronden in Oost-Europa met Duitse kolonisten worden herbevolkt. Zo zou er een Duits Europa ontstaan. Hitler wilde bondgenoten als Hongarije, Slowakije, Bulgarije en Kroatië niet Germaniseren, maar geleidelijk aan zou hier de Duitse invloed als een wurggreep moeten toenemen. De enige aan wie Hitler aanvankelijk een eigen rijk wilde toezeggen was Mussolini.

## Bron
Boekenserie Bericht van de Tweede Wereldoorlog.